# Nemophas trifasciatus
Nemophas trifasciatus là một loài bọ cánh cứng trong họ Cerambycidae.